# Ambia conspurcatalis
Ambia conspurcatalis là một loài bướm đêm trong họ Crambidae.